# As the Light Does the Shadow
As the Light Does the Shadow è il quarto album dei Funeral pubblicato nel 2008 da Indie Recordings in formato CD.

## Tracce
1. The Will to Die – 6:18
2. Those Fated to Fall – 7:31
3. The Strength to End It – 7:31
4. The Elusive Light – 6:32
5. In the Fathoms of Wit and Reason – 8:00
6. Towards the End – 7:14
7. Let Us Die Alone – 6:59
8. The Absence of Heaven – 8:14
9. Hunger – 9:17
10. Fallen One – 4:18

## Musicisti

### Formazione
- Frode Forsmo - voce, basso
- Mats Lerberg - chitarra, voce
- Erlend E. Nybø - chitarra
- Anders Eek - batteria

### Turnisti e ospiti
- Jon Borgerud - sintetizzatore
- Robert Lowe – voce de "In the Fathoms of Wit and Reason"